# ميكسماغ
ميكسماغ (بالإنجليزية: Mixmag)‏ هي مجلة بريطانية مخصصة لموسيقى الرقص الإلكترونية والأندية الليلية، تصدر في لندن إنجلترا. تغطي المجلة التي تأسست عام 1982 أحداث الخاصة بموسيقى الرقص والاستعراضات الموسيقية وأخبار النوادي الليلية.

## تاريخها
تم طبع العدد الأول في 1 فبراير 1983 كمجلة تتكون من 16 صفحة بالأبيض والأسود تم نشرها بواسطة Disco Mix Club، ظهر في الغلاف المخصص للعدد الأول للمجلة مجموعة الموسيقى الأمريكية شالامار.
بعلاقة مع انتشار موسيقى الهاوس في الثمانينيات قام المحرر ودي جي دايف سيمان بتحويل المجلة من مجلة إخبارية خاصة بالدي جي إلى مجلة تغطي جميع أنواع موسيقى الرقص وثقافة النوادي اليلية. قامت المجلة بالاشتراك مع شركة النشر الأصلية، DMC Publishing بإصدار سلسلة من الأقراص المضغوطة تحت عنوان "Mixmag Live".